# Tom Roca
Antoni Roca Palacios (Barcelona, 23 de julio de 1953 - Ibidem., 11 de enero de 2021) fue un humorista gráfico, guionista, productor ejecutivo español y director de programas de televisión. Firmaba sus trabajos con los seudónimos Toni y Tom.

## Biografía
Colaboró en numerosas revistas y fue fundador o cofundador de muchas publicaciones humorísticas como, por ejemplo, Mata Ratos (considerado el primer cómic underground español). Como productor y guionista televisivo participó en numerosas producciones para TV3, TVE, Cuatro, Tele 5 y Antena 3 con series y programas como Locos por la tele, Historias de la puta mili, Médico de familia, Al salir de clase, etc. Además, también fue uno de los productores ejecutivos del documental Balseros, de Carlos Bosch.

## Publicaciones en las que participó
Barrabás, Claro de Luna, Clímax, Club del humor, Eco, El Jueves, El Papus, El Periódico de Catalunya, Fábula, H Dios O, Histeria, Lib, L'Infantil, Mari Noticias, Matarratos, Mi amigo el whisky, Muchas gracias, Nacional Show, Oriflama, Patufet, Penthouse, Play Boy, Por Favor, Pulgarcito, Romántica, TBO, Telele, Vibraciones.

### Series principales
El bar de Paco (El Jueves, 1977), El Safari Llorenç (L'infantil/Tretzevents), Les aventures de Robin Hood (Patufet, 1972), En aquellos tiempos, la música (Vibraciones, 1974).

## Mí puta vida
Como humorista gráfico publicó 8 libros, entre el cualesː ¡Somos bestias, no máquinas! (Rasgón, Barcelona, 1991), Mí puta vida (Astiberri, 2015) o ¡Apaga y vámonos! (Diminuta, Barcelona, 2019).
Mí puta vida (Astiberri, 2015), es la autobiografía personal y profesional de Tom Roca. En este libro, el autor repasa su trayectoria vital a través de una sucesión de anécdotas con las cuales presenta un retrato cultural, político y social de la España de la Transición. En la portada del libro, hay un dibujo en que un hombre le dice a otro: Es usted un gilipollas y un mediocre…Llegará lejos, muchacho.